# 高橋礼華 (バドミントン選手)

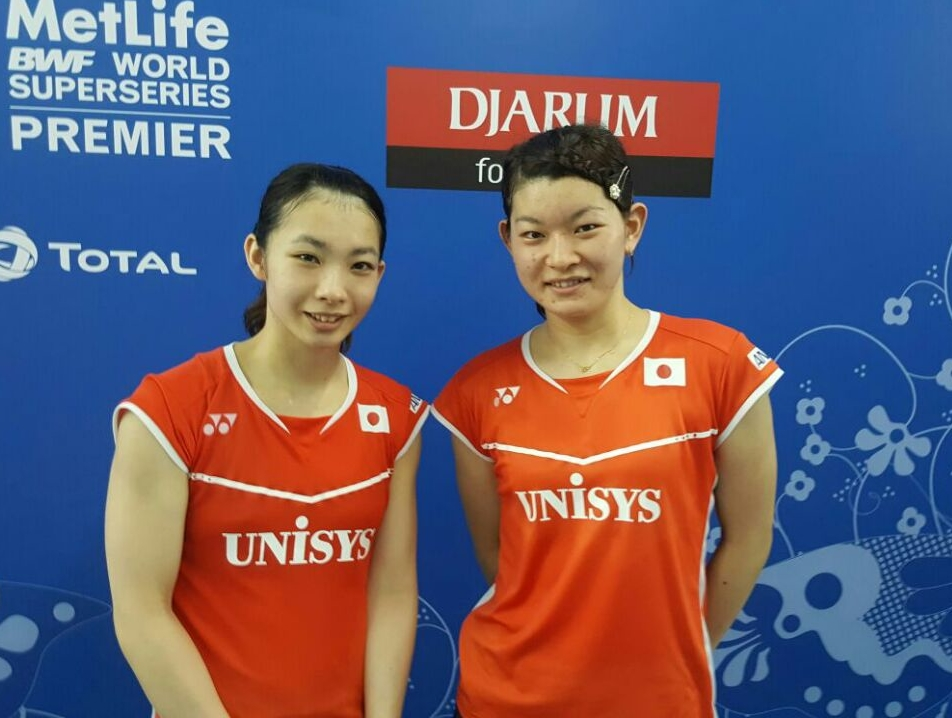
松友美佐紀との「タカマツ」ペア（BWFスーパーシリーズプレミア インドネシア・オープン2016）

髙橋 礼華（たかはし あやか、1990年4月19日 - ）は、日本の女子バドミントン選手。奈良県橿原市出身。右利き。橿原市立白橿南小学校（橿原ジュニア）→聖ウルスラ学院英智中学校→聖ウルスラ学院英智高等学校卒業。日本ユニシスバドミントン部に所属し、日本代表ナショナルチームに選ばれた。2020年、現役引退。

## 選手経歴
高校時代からペアを組む松友美佐紀との「タカマツ」ペアとして女子ダブルスで活躍。2014年、ヨネックスオープンジャパンで女子ダブルスとして日本人初の優勝を果たす。第17回アジア競技大会で、女子ダブルスとして1970年に優勝した竹中悦子・相沢マチ子以来44年ぶりに決勝に進出し準優勝した。10月30日付女子ダブルスのBWF世界ランキングで1位となる。日本勢の世界ランク1位は全5種目を通じて初。BWFスーパーシリーズファイナルズでは、女子ダブルスで全種目通じて日本勢初の優勝を達成した。
2016年、全英オープン女子ダブルスで1978年の徳田敦子・高田幹子ペア以来となる日本勢で38年ぶりに優勝した。そして同年のリオデジャネイロオリンピックに松友と共に女子ダブルスの代表に選出され、日本のバドミントン史上初となるオリンピックでの金メダルを獲得した。
2020年東京オリンピックでの連覇を目指していたが、次第に永原和可那・松本麻佑の「ナガマツ」ペアや福島由紀・広田彩花の「フクヒロ」ペアの後塵を拝するようになり、東京オリンピックへの出場が絶望的になったことを機に、2020年8月に現役引退を発表した。なお、パートナーの松友は現役を続行し、混合ダブルスで2024年パリオリンピックを目指すこととなった。
2021年7月24日、前日の国立競技場での2020年東京オリンピックの開会式で大坂なおみが聖火台に点火した聖火が、江東区の夢の大橋に設置された別の聖火台に移された際に聖火を点火した。

## 人物
- バドミントンを始めたきっかけは母親がバドミントンをやっていたから。練習についていって遊びでやっていたら楽しくなったとの事[要出典]。中学は聖ウルスラ学院英智中学校へ入学。高校時代から1学年後輩の松友とダブルスのペアを組み始める。高校総体では試合直前に足を痛めたものの、女子団体、女子ダブルスで優勝という2冠を達成している。高校卒業後、日本ユニシスに所属し2014年のBWFスーパーシリーズファイナル女子ダブルスで全種目通じて日本勢初の優勝を達成した。
- 2歳下の妹の髙橋沙也加は、バドミントンの名門である高岡西高校に入学し高校総体の女子シングルスで全国優勝した。パナソニックバドミントン部に所属していたが、2013年3月を以って同部が休部する事になったため同年2月に日本ユニシスに移籍し同僚となっている。
- 2016年10月5日、松友と共に宮城県より「みやぎ絆大使」を委嘱された[10][11]。
- 三代目J Soul Brothersの大ファンである。趣味は三代目のライブDVDを見る事と公言しており、特にメンバーの山下健二郎の大ファンである。高橋はリオ五輪の金メダル獲得のご褒美として山下がDJを務めるラジオ番組『三代目 J Soul Brothers 山下健二郎のオールナイトニッポン』（ニッポン放送）への出演をリクエスト。これに対し山下が「金メダルを取ったらぜひ番組に来てほしい」と発言したことによって、リオ五輪閉幕後の9月3日放送回において実現[12][13]。
- 2020年12月、日本ユニシスのチームメイトであり、松友の混合ダブルスのパートナーでもある金子祐樹との結婚を発表した[14]。

## 主な戦績

### 国内大会
| 年   | 大会                         | 種目 | 成績 | Name                       |
| ---- | ---------------------------- | ---- | ---- | -------------------------- |
| 2000 | 全国小学生大会 5年生以下     | WD   | 優勝 |                            |
| 2008 | 全国高校選抜大会             | Team | 優勝 | 聖ウルスラ学院英智高等学校 |
| 2008 | 全国高校選抜大会             | WD   | 優勝 | 髙橋礼華 / 松友美佐紀      |
| 2008 | 全国高校総体                 | Team | 優勝 | 聖ウルスラ学院英智高等学校 |
| 2008 | 全国高校総体                 | WD   | 優勝 | 髙橋礼華 / 松友美佐紀      |
| 2008 | 全日本総合選手権             | WD   | 3位  | 髙橋礼華 / 松友美佐紀      |
| 2010 | 日本ランキングサーキット大会 | WD   | 3位  | 髙橋礼華 / 松友美佐紀      |
| 2010 | 全日本社会人大会             | WD   | 優勝 | 髙橋礼華 / 松友美佐紀      |
| 2010 | 全日本社会人大会             | XD   | 3位  | 早川賢一 / 髙橋礼華        |
| 2010 | 全日本総合選手権             | WD   | 3位  | 髙橋礼華 / 松友美佐紀      |
| 2011 | 全日本総合選手権             | WD   | 優勝 | 髙橋礼華 / 松友美佐紀      |
| 2012 | 全日本社会人大会             | WD   | 優勝 | 髙橋礼華 / 松友美佐紀      |
| 2012 | 全日本総合選手権             | WD   | 優勝 | 髙橋礼華 / 松友美佐紀      |
| 2013 | 日本ランキングサーキット大会 | XD   | 優勝 | 井上拓斗 / 髙橋礼華        |
| 2013 | 全日本社会人大会             | WD   | 優勝 | 髙橋礼華 / 松友美佐紀      |
| 2013 | 全日本総合選手権             | WD   | 優勝 | 髙橋礼華 / 松友美佐紀      |
| 2013 | 全日本総合選手権             | XD   | 3位  | 井上拓斗 / 髙橋礼華        |
| 2015 | 全日本総合選手権             | WD   | 優勝 | 髙橋礼華 / 松友美佐紀      |

### 国際大会
| 年   | 大会                                   | 種目 | 成績   | Name                  |
| ---- | -------------------------------------- | ---- | ------ | --------------------- |
| 2008 | ワイカト国際                           | WS   | 優勝   | 髙橋礼華              |
| 2008 | ワイカト国際                           | WD   | 優勝   | 髙橋礼華 / 米元小春   |
| 2009 | 大阪インターナショナル                 | WD   | 優勝   | 髙橋礼華 / 松友美佐紀 |
| 2009 | 大阪インターナショナル                 | XD   | 3位    | 垰畑亮太 / 髙橋礼華   |
| 2009 | ベルギー国際                           | WD   | 優勝   | 髙橋礼華 / 松友美佐紀 |
| 2009 | インド・オープン                       | WD   | 優勝   | 髙橋礼華 / 松友美佐紀 |
| 2010 | 大阪インターナショナル                 | WD   | 準優勝 | 髙橋礼華 / 松友美佐紀 |
| 2011 | ロシア・オープン                       | WD   | 準優勝 | 髙橋礼華 / 松友美佐紀 |
| 2012 | USオープン                             | WD   | 優勝   | 髙橋礼華 / 松友美佐紀 |
| 2012 | カナダ・オープン                       | WD   | 優勝   | 髙橋礼華 / 松友美佐紀 |
| 2012 | カナダ・オープン                       | XD   | 優勝   | 垰畑亮太 / 髙橋礼華   |
| 2012 | インドネシアオープングランプリゴールド | WD   | 優勝   | 髙橋礼華 / 松友美佐紀 |
| 2012 | デンマーク・オープン                   | WD   | 準優勝 | 髙橋礼華 / 松友美佐紀 |
| 2013 | マレーシア・オープン                   | WD   | 準優勝 | 髙橋礼華 / 松友美佐紀 |
| 2013 | シンガポール・オープン                 | WD   | 準優勝 | 髙橋礼華 / 松友美佐紀 |
| 2013 | ヨネックスオープンジャパン             | WD   | 3位    | 髙橋礼華 / 松友美佐紀 |
| 2014 | マレーシア・オープン                   | WD   | 準優勝 | 髙橋礼華 / 松友美佐紀 |
| 2014 | ドイツ・オープン                       | WD   | 優勝   | 髙橋礼華 / 松友美佐紀 |
| 2014 | 全英オープン                           | WD   | 3位    | 髙橋礼華 / 松友美佐紀 |
| 2014 | ヨネックスオープンジャパン             | WD   | 優勝   | 髙橋礼華 / 松友美佐紀 |
| 2014 | オーストラリア・オープン               | WD   | 準優勝 | 髙橋礼華 / 松友美佐紀 |
| 2014 | 第17回アジア競技大会                   | WD   | 準優勝 | 髙橋礼華 / 松友美佐紀 |
| 2014 | デンマーク・オープン                   | WD   | 準優勝 | 髙橋礼華 / 松友美佐紀 |
| 2014 | BWFスーパーシリーズファイナルズ        | WD   | 優勝   | 髙橋礼華 / 松友美佐紀 |
| 2015 | インド・オープン                       | WD   | 優勝   | 髙橋礼華 / 松友美佐紀 |
| 2015 | 中国オープン                           | WD   | 準優勝 | 髙橋礼華 / 松友美佐紀 |
| 2016 | マレーシアマスターズ                   | WD   | 優勝   | 髙橋礼華 / 松友美佐紀 |
| 2016 | 全英オープン                           | WD   | 優勝   | 髙橋礼華 / 松友美佐紀 |
| 2016 | インド・オープン                       | WD   | 優勝   | 髙橋礼華 / 松友美佐紀 |
| 2016 | アジア選手権                           | WD   | 優勝   | 松友美佐紀 / 髙橋礼華 |
| 2016 | インドネシア・オープン                 | WD   | 優勝   | 松友美佐紀 / 髙橋礼華 |
| 2016 | リオデジャネイロオリンピック           | WD   | 優勝   | 松友美佐紀 / 髙橋礼華 |
| 2016 | ヨネックスオープンジャパン             | WD   | 準優勝 | 松友美佐紀 / 髙橋礼華 |
| 2016 | デンマーク・オープン                   | WD   | 優勝   | 松友美佐紀 / 髙橋礼華 |
| 2016 | フランス・オープン                     | WD   | 3位    | 松友美佐紀 / 髙橋礼華 |

## 受賞歴
- 2016年9月9日 奈良県民栄誉賞[15][16]
- 2016年9月10日 橿原市民栄誉賞[17]
- 2016年9月26日 徳島県特別功労賞[18]
- 2016年10月5日 聖ウルスラ学院 特別栄誉賞[19]
- 2016年10月5日 仙台市 賛辞の盾[19][20]
- 2016年10月5日 宮城県 県民栄誉賞[19][21]
- 2016年10月13日 第64回菊池寛賞（松友美佐紀と共に受賞）[22]
- 2016年11月 紫綬褒章[23]。
- 2016年12月 世界バドミントン連盟 年間最優秀選手[24]。
- 2016年12月 第51回テレビ朝日ビッグスポーツ賞[25]

### メディア出演
- ミヤテレスタジアム（ミヤギテレビ、2021年 - ) 月イチレギュラー